# Ralph Ghadban

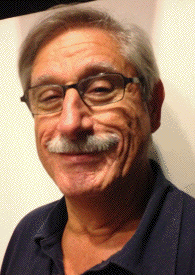
Ralph Ghadban, August 2013

Ralph Ghadban (arabisch رالف غضبان, * 21. April 1949 als melkitischer Christ in Haouche Hala, Libanon) ist ein deutscher Autor und Publizist.

## Laufbahn
Ghadban absolvierte von 1966 bis 1972 in Beirut ein Magisterstudium in Philosophie. Nach der arabischen Niederlage im Sechstagekrieg gegen Israel 1967 war er an der Gründung einer Gruppe beteiligt, die den Neuen Linken zuzuordnen ist und – im Gegensatz zur Libanesischen Kommunistischen Partei, die Israel anerkannt hatte – den Kampf der Palästinenser unterstützte. 1972 ging Ghadban nach Europa, um sich in West-Berlin niederzulassen. Dort studierte er Islamwissenschaft sowie Politikwissenschaft und promovierte in Politologie.
1976 war er Mitbegründer der Libanonhilfe für die Unterstützung der Bürgerkriegsflüchtlinge im Libanon und Berlin. 1977 bis 1992 leistete er Sozialarbeit mit arabischen Berlinern, u. a. als Leiter der Beratungsstelle für Araber beim Diakonischen Werk. Seitdem ist er in der Migrationsforschung mit dem Schwerpunkt Islam tätig und hat zu dem Themengebiet mehrere Bücher und Aufsätze verfasst. 2003/04 war er an einem Initiativkreis beteiligt, der zur Gründung der Muslimischen Akademie in Deutschland führte. 2006 und 2008 war er Mitglied in den beratenden Gremien der ersten Deutschen Islamkonferenz. 2008/09 forschte er am Institute for Advanced Study in Princeton, USA. Daneben erhielt er Lehraufträge an der Evangelischen Hochschule Berlin.
Ghadban ist Gründungsmitglied des 2015 gegründeten Muslimischen Forums Deutschland.
Nach einer Sendung und einem Interview mit Ralph Ghadban im libanesischen Fernsehen zu seinem Buch Arabische Clans – Die unterschätzte Gefahr, ein halbes Jahr nach dessen Veröffentlichung in Deutschland, haben libanesische Familienclans in Deutschland nach einer Meldung der Westdeutschen Allgemeinen Zeitung in Essen Anfang Mai 2019 „eine breite Hasskampagne gegen den für sie höchst unbequemen Berliner Islamwissenschaftler und Publizisten Ralph Ghadban angezettelt.“ In „Hass-Videos sollen sogar indirekte Todesdrohungen enthalten“ sein. Eine führende Rolle spielt dabei offenbar, so die WAZ, „die in Essen ansässige Familien-Union, ein einflussreicher Dachverband von mehr als zwei Dutzend libanesisch-kurdischen Großfamilien.“ Ghadban bezeichnete die Hass-Reaktion als ein typisches Stammesverhalten, welches insbesondere die Gruppe der libanesischen Familienclans seit Jahrhunderten präge, egal wo sich deren Mitglieder befänden. Aktuell hätten sie die Rudelbildung als eines ihrer effektivsten Einschüchterungsinstrumente erstmals in der digitalen Welt angewandt; moderne Netzwerke verstärkten damit archaische Strukturen.
Als Folge der massiven Drohungen aus dem Clan-Milieu steht Ghadban unter permanentem Polizeischutz.

## Schriften
- Die Libanon-Flüchtlinge in Berlin. Zur Integration ethnischer Minderheiten. Das Arabische Buch, Berlin 2000, ISBN 3-86093-293-4 (Dissertation, FU Berlin, 2000 PDF; 2,3 MB).
- Historie, Gegenwart und Zukunft der Einstellung zur Homosexualität und Pädophilie in islamischen Ländern. In: Muslime unter dem Regenbogen. Homosexualität, Migration und Islam. Querverlag, Berlin 2004, ISBN 3-89656-098-0, S. 39–63.
- Multikulturalismus als Ideologie der Desintegration. In: Conturen. 3–4/2005 (pdf; 110 kB).
- Tariq Ramadan und die Islamisierung Europas. Schiler, Berlin 2006, ISBN 3-89930-150-1.
- Islam und Islamkritik. Vorträge zur Integrationsfrage. Schiler, Berlin 2011, ISBN 978-3-89930-360-5 (pdf; 1,2 MB).
- Arabische Clans. Die unterschätzte Gefahr. Econ, Berlin 2018, ISBN 978-3-430-20255-8.
- Allahs mutige Kritiker. Die unterdrückte Wahrheit über den Islam. Herder, Freiburg im Breisgau 2021, ISBN 978-3-451-38591-9.